# Samuel Alito
Samuel Anthony Alito, Jr., né le 1er avril 1950 à Trenton (New Jersey), est un juge américain siégeant à la Cour suprême des États-Unis depuis le 31 janvier 2006.
Nommé par George W. Bush, il est considéré comme un des membres conservateurs de la Cour, sans être pour autant un inconditionnel de la conception originaliste selon laquelle les juges n'ont pas le droit de faire évoluer le sens de la Constitution, et ont pour unique mission de la préserver. Il se qualifie lui-même d'« originaliste pratique ».

## Biographie

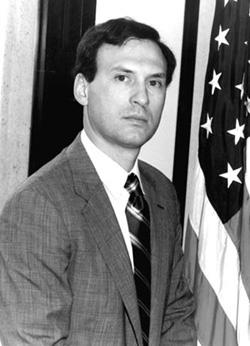
Samuel Alito dans les années 1980.

Samuel Alito est le fils de Samuel Alito Sr. un émigré italien arrivé aux États-Unis en 1914 et de Rose Alito. Samuel Alito Sr. deviendra le directeur des services législatifs du New Jersey de 1952 à 1984.
Le jeune Alito s'est engagé dans l'armée, à la fin de la guerre du Viêt Nam, pour payer ses études à l'université de Princeton dont il sort diplômé avec un Bachelor of Arts en 1972. Sa thèse est consacrée à la Cour constitutionnelle italienne. Plutôt proche des valeurs libertariennes, il défend les droits des homosexuels lors d'une conférence étudiante en 1971 et déclare, eu égard au respect de la vie privée, « qu'aucun acte sexuel entre adultes consentants ne peut être interdit » (« no private sexual act between consenting adults should be forbidden »).
Il semblerait cependant qu'Alito fût membre d'une association étudiante ultra-conservatrice (Concerned Alumni of Princeton), qualifiée par ses détracteurs de raciste et sexiste mais il a par la suite pris publiquement ses distances avec cette association.
Il rejoint ensuite l'école de droit de l’université Yale, où il obtient son diplôme de docteur en droit (Juris Doctor) en 1975. Il est considéré comme un brillant juriste par ses pairs.
De 1981 à 1985 il est assistant auprès de l'avocat du gouvernement américain (Solicitor General) Rex E. Lee puis vice-assistant auprès du ministre de la Justice (U.S. attorney general) Edwin Meese de 1985 à 1987. Il plaide douze affaires devant la Cour suprême.
Il est ensuite procureur général pour le district du New Jersey, avant que sa candidature pour être juge à la cour d'appel des États-Unis pour le troisième circuit (échelon judiciaire intermédiaire entre les cours de district et la Cour suprême) soit proposée par le président George H. W. Bush le 20 février 1990. Le Sénat des États-Unis valide à l'unanimité sa candidature le 27 avril et il prend son poste le 30 à la cour d’appel pour le troisième circuit à Philadelphie. Cette nomination est considérée alors comme consensuelle et apolitique.
Samuel Alito est marié à une ancienne bibliothécaire, Martha-Ann Bomgardner, depuis 1985 et le couple a un fils, Philip, et une fille, Laura. Ils vivent à West Caldwell, près de Newark, dans le New Jersey.

## Nomination en 2005

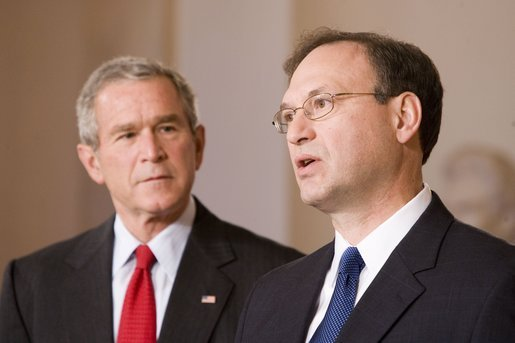
Samuel Alito accepte sa candidature le 31 octobre 2005, proposée par George W. Bush.

Lorsque la juge à la Cour suprême Sandra Day O'Connor, qui par sa position centriste déterminait nombre des votes de la Cour, annonce sa démission en juillet 2005, le conservateur Alito est vu comme l’un des favoris pour être choisi par le président George W. Bush. Le président décide finalement de proposer la candidature de John G. Roberts, Jr. (qui entretemps, à la suite du décès de William Rehnquist, est nommé juge en chef) puis celle d’Harriet Miers devant les sénateurs pour devenir juge à la Cour suprême.
Contestée au sein même du propre camp conservateur du président, la candidature de Miers est retirée le 27 octobre 2005.
Le 31 octobre 2005, le président Bush nomme Samuel Alito à la Cour suprême.
La confirmation de cette nomination par le Sénat fut l'une des grandes batailles politique de l’année aux États-Unis.

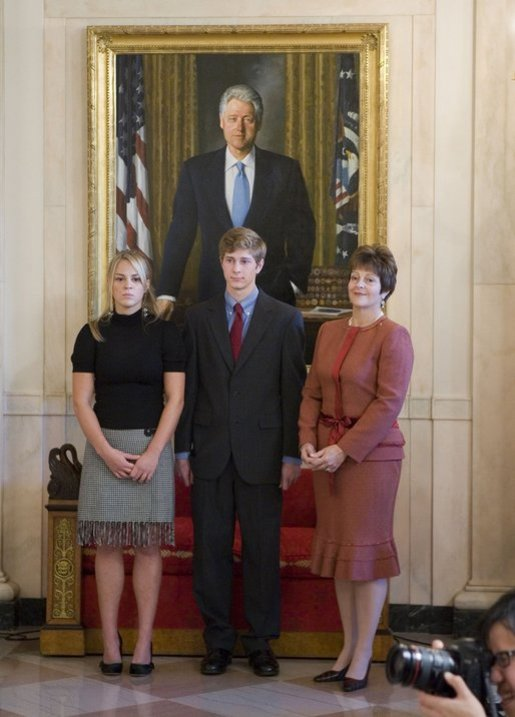
L'épouse et les enfants de Samuel Alito à la Maison-Blanche lors de sa nomination par le président Bush.

Lors de sa carrière, Samuel Alito a défendu plusieurs positions qui le situent dans les rangs conservateurs :
- En 1991, dans l'affaire Planned Parenthood v. Casey (en), il défend la constitutionnalité d'une loi soumettant l'IVG à l'obligation pour une épouse de notifier son choix au mari et à l'obligation d'une autorisation parentale pour une mineure. Cette autorisation parentale, autorisée par un arrêt de la Cour suprême en 1992, a été validée dans trente-trois états américains mais pas celle concernant l'autorisation conjugale[5].
- En 1996, il limite les possibilités de jugement devant un jury dans les affaires de discrimination sexuelle. Trois ans plus tôt, il avait cependant admis le dépôt d'une demande d'asile d'une Iranienne, en justifiant d'une persécution sexuelle.
- En 1999, il annule un règlement qui interdisait aux policiers de porter la barbe pour des raisons religieuses, l'exception étant les raisons médicales.
- En 1999 de nouveau, il juge la présence d'une crèche de Noël dans un bâtiment public non contradictoire avec la neutralité religieuse de l'État.

De plus, il faisait partie de la conservatrice Federalist Society.
Le chef de la minorité démocrate au Sénat des États-Unis, Harry Reid avait, avant la déclaration officielle de candidature, annoncé que l’approbation par le Sénat de la nomination d’Alito « poserait de nombreux problèmes ».
Avec la nomination d'Alito, c'est la première fois que la Cour compte une majorité de catholiques, avec cinq juges catholiques pour deux protestants et deux juifs. En prenant la place de Sandra Day O'Connor, Alito ne laissa plus qu'une seule femme, Ruth Bader Ginsburg, à la Cour.
Sa nomination a ravi la frange la plus conservatrice des Républicains : « Un excellent choix, qui reflète son engagement à nommer des juges dans le style de Scalia et Thomas », s'est félicité Kay Daly, président de la conservatrice « Coalition pour un système judiciaire équitable ». Toutefois, il est beaucoup plus diplomate qu'Antonin Scalia et pourrait donc éviter de diviser son camp, tout en limitant les attaques démocrates. Du fait de son conservatisme et de ses origines italiennes, Alito est surnommé par les médias « Scalito » en le rapprochant de son futur collègue à la Cour.
À l'issue de son audition, la commission des affaires juridiques du Sénat a approuvé sa nomination, par 10 voix contre 8, l'ensemble des républicains soutenant Alito et les démocrates votant en bloc contre lui.
Il est confirmé par le Sénat par 58 voix (54 républicains et 4 démocrates) contre 42 (dont un républicain et un indépendant).
Les quatre sénateurs démocrates qui votèrent en sa faveur furent Ben Nelson, Robert Byrd, Kent Conrad et Tim Johnson, tous élus d'États conservateurs.
Le seul républicain à avoir voté contre lui fut Lincoln Chafee, un sénateur libéral du Rhode Island.

## Décisions
Il s'est opposé à la décision majoritaire de la Cour dans l'arrêt Boumediene v. Bush du 12 juin 2008, concernant les « combattants illégaux » et leur donnant droit à l'accès au système judiciaire ordinaire.
Sa présence à la Cour a fait basculer l'équilibre de celle-ci concernant les thèmes liés au marketing politique. Depuis son arrivée, la Cour a ainsi limité, à plusieurs reprises, la portée du Bipartisan Campaign Reform Act (BCRA) de 2002, qui restreignait les dépenses en matière de publicité électorale, alors que la Cour avait soutenu, sous Sandra O'Connor, la constitutionnalité de cette loi en 2003.
Alito s'est aussi illustré en étant le seul, dans Snyder v. Phelps (mars 2011), à écrire une opinion dissidente, sur une affaire concernant la liberté d'expression et le Ier amendement. L'affaire concernait la possibilité d'empêcher une église conservatrice de protester lors d'enterrements de militaires, en affirmant que la mort de ces derniers avait été causée par la tolérance de l'homosexualité. Alito s'est opposé à la Cour, affirmant que le Ier amendement ne permettait pas de « brutaliser » les personnes privées. Dans United States v. Stevens (en) (avril 2010), Alito avait aussi été le seul à considérer que des vidéos dépeignant des scènes de maltraitance animale n'étaient pas protégés par le Ier amendement.
Samuel Alito est le rédacteur de l’arrêt Dobbs v. Jackson Women's Health Organization, publié le 24 juin 2022, qui statue que la Constitution américaine ne confère pas le droit à l'avortement. Il fait partie des six juges conservateurs (contre trois progressistes) de la Cour suprême qui ont donné raison à l'État du Mississippi et renversé la jurisprudence Roe v. Wade,.
Alors qu'il est impliqué dans l’examen de l’immunité présidentielle de Donald Trump, la publication par le New-York Times d'une photo de son jardin décoré d'un drapeau des États-Unis hissé à l’envers, symbole du mouvement complotiste Stop the Steal (en) qui clame que l'élection présidentielle de 2020 fut truquée, lui vaut une accusation de conflit d'intérêts.